# Рут Хендлер
Рут Маріанна Хендлер (англ. Ruth Marianna Handler, уроджена Московіч, англ. Moskowicz; нар. 4 листопада 1916, Денвер, Колорадо, США — пом. 27 квітня 2002, Лос-Анджелес, Каліфорнія, США) — американська підприємиця, президентка і засновниця компанії Mattel, авторка ляльки Барбі.

## Біографія
Рут Московіч народилася 4 листопада 1916 року в Денвері. Була останньою десятою дитиною в сім'ї польсько-єврейських емігрантів Якоба та Іди Московічів. Через шість місяців після народження Рут Іді була зроблена операція на жовчному міхурі, через що вона не змогла піклуватися про дочку. Дівчинку виховували старша дочка Іди Сара і чоловік Сари Луї Грінвальд. З десяти років Рут працювала в його аптеці.
26 червня 1938 року Московіч вийшла заміж за Елліота Хендлера. В 1938 переїхала до Лос-Анджелеса. У 1945 році подружжя спільно з товаришем Еліота Метсоном Гарольдом заснували в гаражі компанію з виробництва рамок для фотографій, назвавши її Mattel. Пізніше бізнес розвивався завдяки виробництву музичних іграшок та фурнітури для лялькових будиночків.
У 1959 році фірма представила ляльку Барбі, яку винайшла Рут. Іграшка була названа на честь Барбари Хендлер, дочки Рут та Еліота. Спочатку вона вкрай погано продавалася і викликала різку критику за свої відверто жіночі форми. Однак, незабаром лялька отримала незвичайну популярність; вже в 1965 році виручка від продажів склала 100 мільйонів доларів. Незабаром був створений Кен, ляльковий товариш Барбі. Його назвали на честь брата Барбари Кеннета (пом. 1996).
У 1975 році Еліот і Рут Хендлер покинули Mattel. В 1978 році Рут та ще чотири особи були засуджені у федеральному суді за змову, шахрайство з поштою та неправдиву звітність до Комісії з цінних паперів та бірж. 
Рут померла 27 квітня 2002 року в Лос-Анджелесі через ускладнення після операції на кишечнику.